# Veloce e furioso
Veloce e furioso (Fast and Furry-ous) è un film del 1949 diretto da Chuck Jones. È un cortometraggio d'animazione della serie Merrie Melodies, uscito negli Stati Uniti il 16 settembre 1949. Il film segna il debutto di Willy il Coyote e Beep Beep e stabilisce il modello per tutti i loro corti, in cui Willy (qui chiamato in latino Carnivorous vulgaris) cerca di catturare Beep Beep (Acceleratus incredibilis) con l'utilizzo di molte trappole, piani e prodotti, sebbene in questo primo cartone animato non tutti i prodotti siano ancora realizzati dalla Acme Corporation. Il film fu sviluppato come uno one-shot, ma il suo successo fece sì che i due personaggi fossero protagonisti di quasi 50 corti. Il titolo originale è un gioco di parole sull'espressione "fast and furious", tradotta normalmente nel titolo italiano. Dal 1997 viene distribuito col titolo Lavato e stirato.

## Trama
L'affamato Willy vede da una collina Beep Beep che corre sulla strada e lo insegue, ma rimane esterrefatto dalla velocità dell'uccello. Prova quindi a catturarlo o ucciderlo con i seguenti metodi:
- usa il coperchio di una pattumiera su cui sbatte lui stesso;
- prova a colpire Beep Beep con un boomerang, ma viene colpito da un altro boomerang dell'avversario e poi dal suo;
- si traveste da scolaretta che attraversa la strada piazzando l'apposito cartello, ma Beep Beep lo informa di non saper leggere;
- si lancia contro Beep Beep con un razzo, ma finisce su una roccia;
- cerca di schiacciare l'avversario con un masso, da cui però finisce schiacciato a sua volta;
- disegna un traforo su una roccia, ma Beep Beep lo attraversa mentre lui ci sbatte contro;
- cerca di far saltare in aria Beep Beep con un candelotto di tritolo, ma ad esplodere è il detonatore;
- indossa un costume da supereroe credendo che gli dia la capacità di volare;
- costruisce una macchina con cui produrre neve per sciare giù da una discesa, ma finisce in un precipizio;
- indossa un paio di scarpe da tennis a reazione che lo rendono veloce come Beep Beep, ma lo insegue invano finché non si scaricano;
- usa una scorciatoia per intercettare Beep Beep ed esce nel mezzo della strada con un'ascia quando sente il suo verso, ma si tratta del clacson di un autobus (con l'uccello a bordo) che lo investe.

## Produzione
Il film nacque come una parodia dei cartoni animati basati sulla caccia e gli inseguimenti tra una coppia di personaggi antitetici, un genere molto in voga nell'animazione di allora; la parodia sta nel fatto che in questo caso l'inseguito non supera in astuzia l'inseguitore, che invece viene sconfitto dalla sua stessa inettitudine. Jones basò il personaggio di Willy sulla rappresentazione del coyote fornita da Mark Twain nel libro In cerca di guai, nel quale l'animale è descritto come «uno scheletro bislungo e allampanato, dall'aria afflitta e assai cagionevole [...] una vivente allegoria dell'Indigenza: ha sempre fame, è sempre povero in canna, scalognato e senza un amico al mondo». L'aspetto finale venne poi modellato su quello dell'animatore Ken Harris. Il celebre verso di Beep Beep avrebbe invece avuto origine da un verso che il disegnatore degli sfondi Paul Julian emetteva spesso scherzosamente; Michael Maltese pensò che fosse adatto al personaggio, e Julian passò quindi un pomeriggio con Treg Brown a registrare il verso e riprodurlo a varie velocità; Julian tuttavia affermò che la grafia corretta del verso sarebbe "hmeep hmeep".

## Distribuzione

### Edizioni home video

#### VHS
America del Nord
- Road Runner Vs. Wile E. Coyote: The Classic Chase (1985)
- Stars of Space Jam: Road Runner and Wile E. Coyote (26 novembre 1996)

Italia
- Road Runner Vs. Wile E. Coyote: The Classic Chase (1986)
- Le stelle di Space Jam: Beep Beep e Willy il Coyote (marzo 1997)
- Looney Tunes – Classic Collection (1997)

#### Laserdisc
- The Road Runner Vs. Wile E. Coyote: If At First You Don't Succeed... (18 maggio 1994)

#### DVD e Blu-ray Disc
Il corto fu pubblicato in DVD-Video in America del Nord nel terzo disco della raccolta Looney Tunes Golden Collection: Volume 1 (intitolato Looney Tunes All-Stars: Part 1) distribuita il 28 ottobre 2003, dove è visibile anche con un commento audio di Michael Barrier; il DVD fu pubblicato in Italia il 2 dicembre 2003 nella collana Looney Tunes Collection, col titolo All Stars: Volume 1. Fu inserito anche nel primo disco della raccolta DVD Looney Tunes Spotlight Collection Volume 1, uscita in America del Nord sempre il 28 ottobre 2003, ristampato l'11 febbraio 2014 col titolo Looney Tunes Center Stage: Volume 1, mentre in Italia fu inserito nel DVD Il tuo simpatico amico Willy il Coyote, uscito il 9 settembre 2009. Fu poi incluso (nuovamente col commento audio) nel primo disco della raccolta Looney Tunes Platinum Collection: Volume One, uscita in America del Nord in Blu-ray Disc il 15 novembre 2011 e in DVD il 3 luglio 2012. Il BD fu ristampato il 10 gennaio 2012 col titolo Looney Tunes Showcase. È stato infine inserito nel DVD Road Runner and Wile E. Coyote della collana Stars of Space Jam, uscito in America del Nord il 9 ottobre 2018.

## Accoglienza
Nel 2010 il film fu selezionato per l'inclusione nel libro di Jerry Beck The 100 Greatest Looney Tunes Cartoons; in tale occasione Charles Carney, ex sceneggiatore della Warner Bros., scrisse: "La grandezza di questo primo accoppiamento del Coyote e dell'oggetto del suo desiderio, Beep Beep, è evidente ad ogni fan dei Looney Tunes. (...) Questa uscita iniziale ha creato in sette minuti una leggenda dello schermo senza tempo duratura come Charlie Chaplin, Buster Keaton e Oliver Hardy. L'"umanità" di base del Coyote nel seguire semplicemente il suo istinto, con l'aiuto di un arsenale di dispositivi che sfidano le leggi della fisica e della quantità di moto ma, alla fine, cedono sempre alla gravità, lo rende un personaggio di grande simpatia. (...) Gli sguardi imploranti dell'aspirante predatore verso il pubblico portano l'umorismo dal cinematografico al personale".
Nel 2021 Mark Wilson di Fast Company lo ha elencato tra i cartoni animati da guardare prima di Space Jam: New Legends, affermando: "Beep Beep e il Coyote sono apparsi insieme in dozzine di cortometraggi, ma la mia gag preferita è in questo particolare cartone animato. Il Coyote dipinge un tunnel sul lato della montagna, sperando che Beep Beep colpisca la roccia per errore" e menziona come l'universo sia "organizzato contro di lui", a causa del fatto che Beep Beep lo attraversa come se non ci fosse un muro, mentre il Coyote no.